# (11862) 1988 XB2
1988 أكس بي 2 (ويعرف أيضًا باسم (11862) 1988 أكس بي 2 وفق تسمية الكوكب الصغير) (بالإنجليزية: 1988 XB2)‏ هو كويكب ضمن حزام الكويكبات؛ وترتيبه 11862 من حيث الاكتشاف.
اكتُشف هذا الجُرم الفلكي بواسطة Yoshiaki Oshima ‏ في 7 ديسمبر 1988.

## وصلات خارجية
- (11862) 1988 XB2 في قاعدة بيانات مختبر الدفع النفاث لأجرام النظام الشمسي الصغيرة

- الاكتشاف · مخطط المدار ·  العناصر المدارية · المعلمات المادية

- (11862) 1988 XB2 على موقع ويكي سكاي: DSS2, SDSS, GALEX, IRAS, Hydrogen α, X-Ray, Astrophoto, Sky Map, Articles and images